# Confession (Band)
Confession ist eine 2008 gegründete australische Metalcore-Band aus Melbourne.

## Geschichte
Gegründet wurde Confession im Jahr 2008 vom ehemaligen I-Killed-the-Prom-Queen-Sänger Michael Crafter. Nach mehreren Besetzungswechseln besteht die Band aus Crafter (Gesang), Lindsay Antica und Russell Holland (beide E-Gitarre) sowie Steven French (E-Bass) und Jake Dargavile (Schlagzeug). Confession veröffentlichten 2008 ihre EP Can’t Live, Can’t Breathe über Resist Records.
Das Debütalbum Cancer folgte ein Jahr darauf. Anschließend tourte die Band sowohl mit eigener Tour als auch im Vorprogramm von The Amity Affliction und House vs Hurricane.
2011 folgte das zweite Album The Long Way Home. Das Album wurde in Göteborg, Schweden aufgenommen. Produzent war Fredrik Nordström in seinem Studio Fredman. das Album markierte mit Platz 47 der australischen Albumcharts die erste Chartplatzierung für die Band.
2012 kam es zu großen Veränderungen innerhalb der Band. Ursprünglich wurde über den Facebook-Account der Band ein Statement veröffentlicht, dass Crafter, der als schwierige Persönlichkeit gilt, aus seiner eigenen Band geschmissen wurde. Stattdessen riss er jedoch die Kontrolle wieder an sich und tauschte das komplette Line-Up aus. 2013 durfte die Band bei der Festival-Tour Loud Fest alle Dates außer Sydney, wo Alesana Hauptband war, headlinen.
Mit dem Nachfolgealbum Life and Death kamen sie im Juli 2014 bis unter die Top 20. Auf dem Album wurde die Band gesanglich unterstützt von den Bands The Amity Affliction, Northlane und Misery Signals. Ein sehr persönliches Lied wurde Fuck Cancer bei dem Crafter die Krebserkrankung seiner Eltern sowie den Verlust eines guten Freundes verarbeitete.
Die Band tourte mehrfach durch Australien und Europa. Im Februar und März 2013 spielte Confession erstmals auf allen Shows des Soundwave Festivals.
Im Jahr 2016 trennte sich die Gruppe offiziell. Crafter erklärte auch seine Gesangskarriere als beendet.
Im Jahr 2020 veröffentlichte Crafter gemeinsam mit dem früheren Bandmitglied Dan Brown das Musikvideo zu dem Lied Twenty Twenty unter dem Bandnamen Confession.

## Musikstil
Musikalisch bewegt sich die Band im Rahmen des klassischen Metalcore, der sich durch zahlreiche Breakdowns, eine betont düstere Grundstimmung und den Wechsel von Klargesang und Growling auszeichnet.

## Diskografie

### Alben
- 2009: Cancer (Resist Records)
- 2011: The Long Way Home (Resist Records)
- 2014: Life and Death (Lifeforce Records)

### EPs
- 2008: Can’t Live, Can’t Breathe (Resist Records)

### Singles
- 2013: This Is a War (Digitale Single)